# Bridgend (kommun)
Bridgend (kymriska: Pen-y-bont ar Ogwr) är en kommun (principal area) med county borough-status i södra Wales. Den har fått sitt namn efter huvudorten Bridgend.
Kommunen upprättades den 1 april 1996. Området täcker det mesta av det tidigare distriktet Ogwr.

## Orter ochcommunities
Orter med fet stil har status som town (köping/småstad).

- Brackla
- Bridgend
- Cefn Cribwr
- Coity Higher
- Cornelly
- Coychurch Higher
- Coychurch Lower
- Garw Valley
- Laleston
- Llangynwyd Lower
- Llangynwyd Middle
- Maesteg
- Merthyr Mawr
- Newcastle Higher
- Ogmore Valley
- Pencoed
- Porthcawl
- Pyle
- St. Bride's Minor
- Ynysawdre